# Diploidía
La diploidía es el estado de una célula, tejido u organismo en el que todos sus núcleos poseen dos juegos completos de cromosomas. La diploidía permite mayor variabilidad y resistencia a cambios o mutaciones; por ejemplo, si un gen muta, existe otra copia que puede enmascararlo.